# Patrick Mooney
Patrick Mooney (* 12. November 1903 im County Monaghan; † 30. Oktober 1989) war ein irischer Politiker, der von 1954 bis 1969 Teachta Dála (Abgeordneter) im Dáil Éireann, dem irischen Unterhaus des Oireachtas, war.

## Leben
Mooney war Mitglied der Partei Clann na Talmhan und kandidierte erstmals bei den Wahlen 1948 im Wahlkreis Monaghan – allerdings ohne Erfolg. Erfolgreich war er hingegen bei den Wahlen 1954 und zog in den Dáil Éireann ein. Er verteidigte den Sitz bei den nachfolgenden Wahlen 1957, 1961 und 1965. Seinen Sitz verlor er dann bei den Wahlen zum Dáil Éireann 1969. Er trat dann aus der Fianna Fáil aus und versuchte sowohl bei den Wahlen 1973 als unabhängiger Kandidat als auch bei der Nachwahl für den Präsidenten Erskine Hamilton Childers im November 1973, als er für die Kleinstpartei Aontacht Éireann antrat, wieder in den Dáil zu gelangen. Diese Versuche blieben ohne Erfolg. 